# Sant’Antioco
Sant’Antioco ist die zweitgrößte Insel der italienischen Region Sardinien und mit einer Fläche von 109 km² zudem die viertgrößte Insel Italiens. Die Hauptinsel des Sulcis-Archipels liegt etwa 87 km von Cagliari entfernt und ist durch eine Brücke mit der Insel Sardinien verbunden. Sant’Antioco gehört zur Provinz Sulcis Iglesiente. Administrativ ist sie unter zwei Gemeinden aufgeteilt: Rund zwei Drittel der Insel gehören zur Gemeinde Sant’Antioco, deren gleichnamiger Hauptort auch die größte Siedlung der Insel ist, rund ein Drittel im Nordwesten zählt zur Gemeinde Calasetta.

## Sprache
Auf Sant’Antioco und der benachbarten Insel San Pietro wird heute noch tabarkinisch (ital. Tabarchino) gesprochen, ein Dialekt, der auf die Genueser zurückgeht. Die tabarkinische Mundart und Kultur steht heute unter dem besonderen Schutz der autonomen Region Sardinien und wird an einigen Schulen unterrichtet. Im Zentrum von Sant'Antioco wird jedoch die kampidanische sardische Sprache gesprochen.

## Geschichte
Die Insel ist nachweislich seit dem 5. Jahrtausend vor Christus besiedelt, wie Überreste der Ozieri-Kultur belegen. Auch Domus de Janas und Menhire zeugen von der neolithischen Besiedlung. Nuraghen, wie der Su Niu de Su Crobu (Krähennest) stammen aus der Bronzezeit.

### Antike
Die Geschichte der Insel ist unmittelbar mit ihrer bedeutendsten und namensgebenden Stadt Sant’Antioco verbunden. Die Stadt wurde im 8. Jahrhundert vor Christus von den Phöniziern als Solki gegründet, bevor sie im 6. Jahrhundert v. Chr. eine karthagische Kolonie wurde. Die karthagische Herrschaft über das Eiland endete im 2. Jahrhundert v. Chr. infolge des Zweiten Punischen Krieges. Die siegreichen Römer bauten nach dem Abzug der Karthager eine Verbindung nach Sardinien. Während des Bürgerkrieges zwischen Julius Cäsar und Pompejus stellte sich die Stadt auf die Seite von Pompejus und wurde nach dessen Niederlage geplündert. In römischer Zeit erhielt das heutige Sant’Antioco den Namen Plumbaria, nach dem Familiennamen des herrschenden Geschlechts.

### Mittelalter bis Neuzeit
Der heutige Name stammt von dem Heiligen St. Antiochus, einem christlichen Missionar, der 125 nach Christus als Märtyrer starb. Nach dem Niedergang und Ende des weströmischen Imperiums geriet die Stadt unter byzantinische Kontrolle und wurde zu einer Festung ausgebaut. Mit Beginn des 8. Jahrhunderts wurde die Stadt wiederholt von Sarazenen angegriffen. Die Bewohner verließen daraufhin Sant’Antioco und zogen sich in das Hinterland zurück. Eine neue Siedlung mit dem sardischen Namen Bidda wurde um 935 mit Hilfe des Herrschers von Cagliari, dem so genannten giudicato, im Inland errichtet, geriet jedoch nach dessen Tod in Vergessenheit.
Im 14. Jahrhundert gehörte das Eiland dem Königreich Sardinien an, bis es 1503 dem Erzbistum Cagliari zugeschlagen wurde. 1758 zählte man auf Sant’Antioco 450 Einwohner, die zumeist in ärmlichen Hütten wohnten.
1741 hatte der Bey von Tunis die von den Genuesern beherrschte Insel Tabarka vor der tunesischen Küste besetzt und die dort verbliebenen Einwohner versklavt. Einige dieser aus Italien stammenden Familien durften sich 1770 auf dem unbewohnten nordwestlichen Teil der Insel Sant’Antioco niederlassen. Hier hatten die Savoyer auf einem Hügel von 1756 bis 1757 einen festungsartigen Wachturm errichtet (Torre di Cala di Seta), der zur Abwehr nordafrikanischer Piraten beitragen sollte. Bei diesem Wachturm, gegenüber von Carloforte auf der benachbarten Insel San Pietro, gründeten die Neuankömmlinge den Ort Calasetta.
1793 wurde die Insel von französischen Truppen unter Admiral Laurent Truguet besetzt, der die Bewohner mit horrenden Steuern belegte.
Während sich die Menschen in Carloforte vorwiegend der Seefahrt und der Fischerei widmeten, blieb Calasetta eher landwirtschaftlich geprägt, weswegen sich das Tabarchino näher an der Entwicklung der Ligurischen Sprache hielt als das von Calasetta.

## Sehenswürdigkeiten

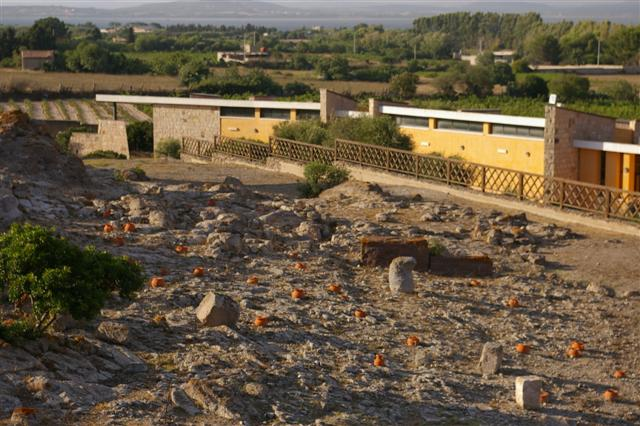
Tofet von Sant’Antioco

Auf der Insel kann man das Gigantengrab von Su Niu de su Crobu, einen phönizischen Tofet, mehrere Nekropolen, die Akropolis von Sant’Antioco und eine römische Brücke besichtigen. Des Weiteren finden sich in der Stadt Sant’Antioco ein Byssus-Museum, das archäologische Museum Ferruccio Barreca, die 1812 angelegte Festung Su Pisu und die im 11. Jahrhundert errichtete Basilika Sant’Antioco Martire.